# Guillaume Peltzer
Guillaume Auguste Peltzer of Peltzer-Bacot (Verviers, 18 augustus 1831 - 20 maart 1893) was een Belgisch volksvertegenwoordiger en senator.

## Biografie

### Familie
Guillaume Peltzer was een zoon van textielindustrieel Henri Peltzer (1797-1866) en van Philippine Manskopf (1805-1890). Hij trouwde in 1858 in Sedan met Lucie Bacot (1839-1872). Ze kregen vijf zoons, onder wie:
- Georges Peltzer (1861-1932), trouwde in 1884 in Luik met Marguerite de Rossius-Humain (1858-1938), dochter van Fernand de Rossius, advocaat, volksvertegenwoordiger en industrieel.
- Auguste Peltzer (1865-1936), burgemeester van Spa, trouwde in 1890 in Brussel met Hélène Graux (1867-1925), dochter van Charles Graux, advocaat, hoogleraar aan de Université libre de Bruxelles, senator, minister van Financiën, volksvertegenwoordiger en minister van Staat..

Hij hertrouwde in 1875 in Cernay-lès-Reims met Hélène Gay (1847-1909). Ze kregen twee dochters:
- Georgina Peltzer (1876-1963), trouwde in 1899 in Verviers met Pierre Orts (1872-1958), diplomaat en hoogleraar aan de Université libre de Bruxelles, kleinzoon van Auguste Orts.
- Lucie Peltzer (1878-1976), trouwde in 1900 in Verviers met Charles Graux (1877-1969), secretaris van koningin Elisabeth.

### Loopbaan
Peltzer studeerde aan de École centrale de commerce et d'industrie in Brussel. Hij werd de bestuurder van de Filature Peltzer & Fils S.A. van 1864 tot aan zijn overlijden.
Hij was gemeenteraadslid van Verviers van 1864 tot 1869 en van 1871 tot 1887. Hij was ook provincieraadslid van Luik van 1871 tot 1872.
In 1872 werd Peltzer verkozen tot liberaal volksvertegenwoordiger voor het arrondissement Verviers en vervulde dit mandaat tot in 1892. Daarna was hij in 1892-1893 nog senator voor hetzelfde arrondissement.